# 谢列特坎村委员会
谢列特坎村委员会（俄语：Селетканский сельсовет）是俄罗斯联邦阿穆尔州施马诺夫斯克区所属的一个村委员会。其下辖有3个居民点，行政中心为谢列特坎。据2016年统计，该村委员会的人口为389人。